# Samuel Žbogar

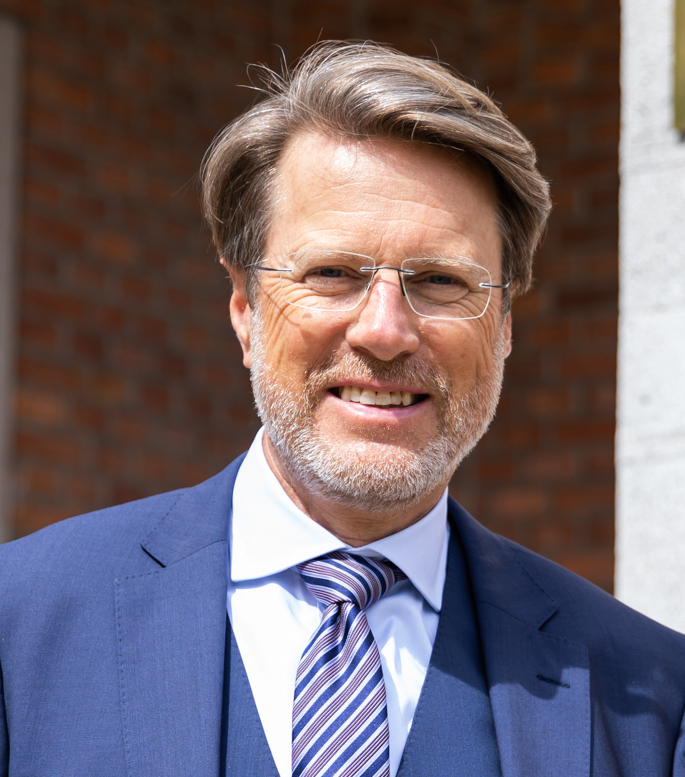
Samuel Žbogar

Samuel Žbogar (* 5. März 1962 in Postojna) ist ein slowenischer Politiker. Er gehört der Partei Socialni demokrati an und war von 2008 bis 2012 Außenminister.
Nach dem Studium der Politikwissenschaft war er 1990 bis 1991 Mitarbeiter des jugoslawischen Außenministeriums. Danach war er als slowenischer Diplomat unter anderem in der Volksrepublik China sowie bei den Vereinten Nationen in New York tätig. In den Jahren 2001 bis 2004 war er stellvertretender Außenminister Sloweniens, danach bis 2008 slowenischer Botschafter in den Vereinigten Staaten. Von November 2008 bis Februar 2012 war er Außenminister Sloweniens. Es folgten Positionen als Sonderbeauftragter der Europäischen Union und Leiter des EU-Büros im Kosovo (bis 2016), als Leiter der EU-Delegation in Nordmazedonien (bis 2020), als OECD-Koordinator im slowenischen Außenministerium (bis 2022), als Staatssekretär im Außenministerium (bis 2023) sowie als Leiter der Sondermission für die Mitgliedschaft Sloweniens im UN-Sicherheitsrat. Slowenien ist in den Jahren 2024 und 2025 nichtständiges Mitglied.